# Savonranta

Wappen von Savonranta

Savonranta war bis 2009 eine selbständige Gemeinde in der ostfinnischen Landschaft Savo.
Sie wurde 1882 aus Teilen der Gemeinden Kerimäki und Heinävesi gebildet. Zum 1. Januar 2009 wurde sie der Stadt Savonlinna eingemeindet. Hauptort und Kirchdorf der Gemeinde war der Ort Vuokala, daneben umfasste sie die Dörfer Hanhijärvi, Hankavaara, Lapinlahti, Paasniemi, Pirttimäki, Säimen, Rönkönvaara, Turtianniemi und Leivola. Zuletzt hatte Savonranta rund 1500 Einwohner.

## Persönlichkeiten
- Kalevi Mononen (1920–1996), Skilangläufer